# Operazione Condor
L'Operazione Condor o Piano Condor (in inglese Operation Condor; in spagnolo Operación Cóndor; in portoghese Operação Condor) fu un accordo che ebbe genesi negli anni '70 del secolo scorso con cui i governi di sette dittature militari dell'America Latina: Argentina, Bolivia, Cile, Paraguay, Uruguay, Perù (dal 1978) e Brasile (dal 1980), si impegnarono, almeno inizialmente, nello scambio di informazioni riguardanti dissidenti dei regimi e, successivamente, nella collaborazione per la violenta eliminazione degli oppositori, anche presunti, dei regimi. In quegli anni, le polizie segrete delle dittature nel Cono Sud d'America diedero vita ad un coordinamento decentralizzato, anticomunista e segreto,  sostenute dai servizi segreti degli Stati Uniti, con lo scopo di consolidare il potere dei governi centrali e contemporaneamente contrastare l'influenza e la diffusione delle ideologie di sinistra.
L'Operazione venne messa in atto formalmente a partire dal 25 novembre 1975 dai vertici dei servizi segreti militari di Argentina, Bolivia, Brasile, Cile, Paraguay e Uruguay. Di fatto, su richiesta del dittatore cileno Augusto Pinochet, fu il colonnello Manuel Contreras, capo della polizia politica cilena, a proporre l'operazione - dando in tal modo veste ufficiale ad un'attività di collaborazione già che si perpetuava - durante un vertice militare segreto tenutosi a Santiago del Cile. L'Operazione si concluse negli anni immediatamente successivi alla caduta della giunta militare in Argentina del 1983.
Rimasta a lungo segreta, fu data conferma dell'esistenza dell'Operazione solo nel 1992, quando l'avvocato paraguaiano Martín Almada scoprì, nella centrale di polizia della città di Lambaré, vicino ad Asunción, l'Archivio del terrore, cioè l'insieme di circa sessantamila documenti che aveva accumulato Alfredo Stroessner, dittatore del Paraguay dal 1954 al 1989. Le rivelazioni che seguirono la scoperta, insieme alla declassificazione di altri documenti negli Stati Uniti ed in Brasile, non solo permisero di ricostruire a grandi linee le vicende dell'Operazione e la connivenza della CIA, ma diedero anche sufficienti prove dei crimini perpetrati dalle dittature in America Latina, in particolare sotto i regimi di Cile ed Argentina. Fu provato quindi che i regimi ricorsero con frequenza ad atti violenti per eliminare gli oppositori politici, fuggiti fino anche in Europa e negli Stati Uniti. Ad oggi le stime si attestano tra le 50 migliaia di assassinii, 30 migliaia di desaparecidos, circa 400 migliaia incarcerazioni. È noto che furono presi di mira principalmente militanti di sinistra, leader sindacali, esponenti del basso clero, studenti, insegnanti ed intellettuali.
Le dittature facenti parte dell'operazione Condor ricevettero massicci aiuti statunitensi, in termini di risorse economiche, addestramento e forniture militari, di preparazione e organizzazione dell'Intelligence, compresa la trasmissione di informazioni riguardanti le più efficaci pratiche di tortura dei prigionieri e dei dissidenti. Si appoggiarono anche alle formazioni di estrema destra, che in tutti i casi contribuirono a portarle al potere, e nei momenti di crisi si organizzarono in squadroni armati (squadroni della morte), per assassinare oppositori politici e militanti di sinistra. Tra le più famigerate organizzazioni repressive di destra vi furono la Tripla A argentina e l'organizzazione Patria y Libertad cilena, entrambe finanziate dalla CIA.

## Antefatti

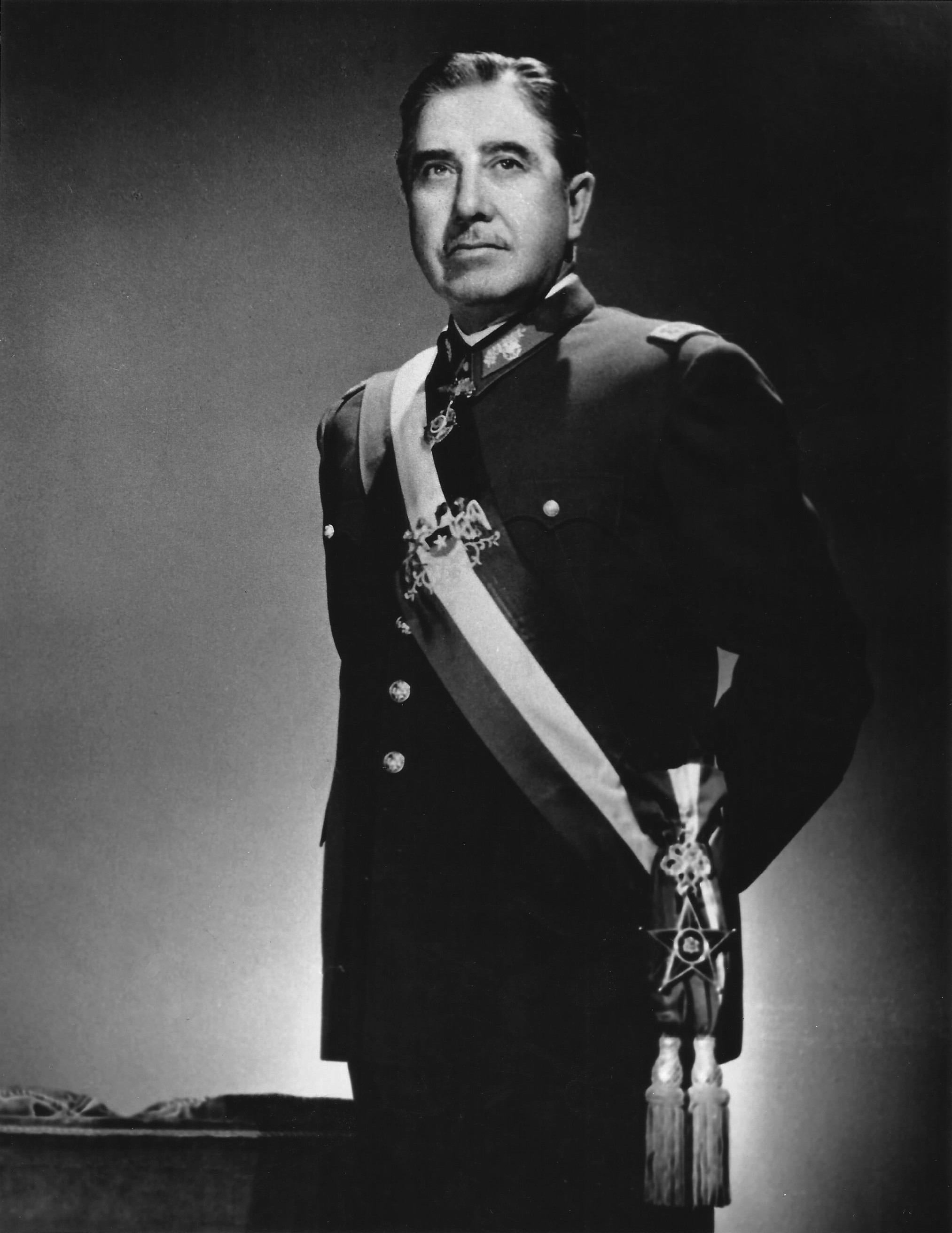
Augusto Pinochet, dittatore del Cile dal 1973 al 1990

Vale la pena mettere in evidenza il contesto geopolitico entro cui fu dato inizio all'Operazione: a partire dagli anni '50, infatti, in America latina si verificarono una serie di colpi di Stato:
- il generale Alfredo Stroessner salì al potere in Paraguay nel 1954;[26]
- le forze armate brasiliane rovesciarono il governo democratico di João Goulart nel 1964;[35]
- il generale Hugo Banzer prese il potere in Bolivia nel 1971 dopo una serie di colpi di stato;[36][37]
- nel 1973 prese il potere in Uruguay una dittatura militare;[38][39]
- le forze di Augusto Pinochet rovesciarono nel 1973 il governo democratico di Salvador Allende;[40]
- una giunta militare capeggiata dal generale Jorge Rafael Videla salì al potere in Argentina nel 1976;[41]

È importante considerare che, da un lato, l'America Latina, anche prima della guerra fredda, ebbe una lunga tradizione di ingerenze militari negli affari pubblici, dall'altro, che gli obiettivi dell'Operazione apparvero in linea con la politica anticomunista degli Stati Uniti. Perciò i servizi segreti ed i militari statunitensi, in alcune circostanze, durante le presidenze di Nixon, Ford, Carter e Reagan, convissero (e talora collaborarono) con le stesse polizie segrete dei regimi per offrire supporto attraverso formazione, assistenza tecnica e militare.

## Storia

### La genesi dell'Operazione
Nonostante esistessero già dei rapporti di cooperazione in chiave anticomunista tra i vari servizi segreti delle dittature in America Latina prima del lancio dell'Operazione Condor, l'origine di essa può essere fatta risalire a una serie di incontri tra i vertici delle forze di polizia repressive dei vari paesi coinvolti. Il primo di questi fu la Conferenza degli eserciti americani, tenutasi a Caracas il 3 settembre 1973, durante la quale lo stesso comandante dell'esercito brasiliano Breno Borges Fortes, propose di estendere lo scambio di informazioni tra i vari servizi di sicurezza con l’obiettivo di combattere il terrorismo. Nel marzo 1974, i rappresentanti delle forze di polizia di Cile, Uruguay e Bolivia si incontrarono con Alberto Villar, vicecapo della polizia federale argentina e cofondatore del commando della morte Tripla A, per definire le linee guida per una cooperazione più stretta. Di fronte all'intensificarsi delle resistenze organizzate nei vari paesi, si sviluppò l'idea di una collaborazione tra i governi militari con l'intento di eliminare ogni forma di opposizione, sia all'interno che all'esterno dei confini nazionali.
Nel maggio 1975, Jorge Fuentes, argentino, membro del MIR fu arrestato dalla polizia uruguaiana insieme ad Amilcar Santucho mentre tentava di passare il confine tra Argentina e Paraguay per mettersi in contatto con i dissidenti locali in nome della Giunta di Coordinamento Rivoluzionario. La gestione coordinata dell'arresto di Santucho e Fuentes creò lo stato di fatto in cui, sei mesi dopo, si sarebbe contestualizzata l'Operazione Condor. L'interrogatorio e la tortura dei due militanti furono condotti in collaborazione tra i servizi segreti argentini e cileni. Nel settembre 1975, due mesi prima della riunione di fondazione dell'Operazione Condor, Fuentes fu trasferito a Villa Grimaldi in Cile. Fu così che il processo di creazione culminò il 25 novembre 1975 quando i leader dei servizi di intelligence militari di Argentina, Bolivia, Cile, Paraguay e Uruguay si incontrarono con Manuel Contreras, comandante in capo della DINA, a Santiago del Cile, dove fu ufficialmente data forma al Piano Condor. Ufficialmente, gli obiettivi della repressione organizzata dai servizi segreti cooperanti erano rivolti contro i guerriglieri, come i Montoneros argentini, il Movimento di Sinistra Rivoluzionaria (MIR) cileno o i Tupamaros urugauiani. L'operazione mirava a creare un archivio continentale di individui considerati sovversivi, che, attraverso lo scambio di informazioni tra i paesi partecipanti, dovevano essere localizzati, arrestati e neutralizzati, indipendentemente dalla loro nazionalità o dal paese in cui si trovavano. In questo processo di cooperazione e creazione di banche dati, si formò una "zona extraterritoriale" in cui le operazioni potevano essere condotte senza interferenze burocratiche. Gli obiettivi specifici includevano la distruzione delle attività di guerriglieri, attivisti e oppositori; impedire che i ricercati trovassero rifugio nei paesi vicini; centralizzare le informazioni di intelligence; consentire l'installazione di rappresentanze diplomatiche tra i paesi coinvolti; formare squadre operative congiunte per intervenire sul campo; coordinare un piano di sorveglianza delle frontiere per monitorare i movimenti tra i paesi; e creare squadroni di esecuzione per operare al di fuori dell'area. Nella pratica, d'altro canto, l'operazione non si limitò solo al contrasto della resistenza armata nel continente, ma si estese alla repressione di qualsiasi forma di opposizione politica.

### La sviluppo nelle Americhe ed in Europa
Con il colpo di Stato in Argentina del marzo 1976 si concluse il periodo di consolidamento dei regimi dittatoriali nel Cono Sud e vennero completamente resi omogenei i loro sistemi politici e legali. A partire dallo stesso anno, quando l'Operazione raggiunse il culmine della sua efficienza operativa, la DINA cilena e la SIDE argentina divennero le principali forze repressive dell'America Latina. In particolare, in Cile, reso innocuo il MIR, Manuel Contreras si concentrò sull'organizzazione delle Operazioni di Calle Conferencia, due missioni di intelligence clandestine volte ad eliminare la dirigenza del Partito Comunista del Cile, che si era sostituito al MIR nella gestione della lotta politica contro il regime. Una settimana dopo, ebbe luogo un ulteriore incontro tra i rappresentanti delle polizie segrete dei regimi, al quale presero parte undici delegati di Argentina, Cile, Brasile ed Uruguay. Durante il vertice, si deliberò, dopo aver finito di reprimere la resistenza armata e non armata nel Cono Sud, di avviare una nuova fase dell'Operazione con l'obiettivo di estendere le operazioni di eliminazione anche al di fuori dell'America Latina per raggiungere dissidenti rifugiatisi, ad esempio, in altri paesi come Francia, Portogallo, Stati Uniti, Italia e Messico. Alcuni casi simbolo delle missioni al di fuori del Cono Sud furono l'omicidio di Orlando Letelier, ex ministro del governo Allende, avvenuto il 21 settembre 1976 a Washington in un attentato compiuto da Michael Townley ed il tentato omicidio ai danni di Bernardo Leighton e sua moglie avvenuto a Roma ed organizzato da Stefano delle Chiaie. In totale, il numero delle vittime transfrontaliere dell'Operazione è in generale stimato tra le 400 e le 500 persone.

### Idesaparecidosed i voli della morte
Per cancellare fisicamente ogni traccia sia dell'opposizione sia dei metodi coercitivi di repressione e al contempo per creare un clima di terrore diffuso nella popolazione, finalizzato a scoraggiare qualsiasi forma di resistenza, le polizie segrete, in particolare in Argentina e Cile, iniziarono a detenere i dissidenti clandestinamente, per poi internarli in dei centri di detenzione, come ad esempio l'Escuela Superior de Mecanica de la Armada vicino Buenos Aires, ed infine assassinarli. Iniziò ad essere usato nella pubblicistica, per indicare il dissidente arrestato e poi misteriosamente scomparso senza lasciare alcuna traccia, il termine desaparecido. Tra le tecniche di eliminazione più comuni, almeno inizialmente, vi furono l'iniezione letale e la fucilazione. I cadaveri delle vittime venivano poi in gran parte cremati o tumulati in fosse comuni. Quando però la repressione divenne pienamente operativa, le fucilazioni e le fosse comuni non riuscirono più sufficienti per eliminare le tracce della repressione. Tra il 1976 e il 1978, le polizie segrete, principalmente di Cile ed Argentina, iniziarono a caricare degli aerei militari di prigionieri che poi venivano fatti lanciare nell'oceano o nel Rio della Plata. Inizialmente le vittime venivano gettate vive dagli aerei, ma presto, dato che iniziarono a riemergere dei cadaveri sulle sponde atlantiche di Argentina ed Uruguay, si scelse di sedare i prigionieri prima di gettarli in mare. Tali operazioni vennero poi denominate voli della morte. Ci furono anche centinaia di casi di neonati e bambini sottratti alle madri in prigione che erano state rapite e poi fatte sparire; i bambini vennero consegnati tramite adozioni illegali a famiglie e soci del regime.

### La conclusione dell'Operazione
Le relazioni tra le dittature di Cile e Argentina iniziarono a scricchiolare nel 1978 per delle contese relative alle frontiere marittime nel canale di Beagle. La divisione tra i regimi venne portata agli estremi durante il conflitto delle Falkland, dato che il Cile fornì supporto militare al Regno Unito. Le vicende dell'Operazione, infine, volsero ad un termine con il rovesciamento della dittatura militare in Argentina ed il primo governo democratico di Raúl Ricardo Alfonsín.

### La scoperta degli Archivi del terrore
Tra il 1975 e il 1985, le dittature sudamericane e i loro servizi di intelligence furono responsabili della morte e della scomparsa di decine di migliaia di persone, ma la natura segreta delle operazioni repressive rende complesso definire una cifra univoca di vittime dell'Operazione.
Una svolta decisiva nella ricostruzione delle vicende e dei numeri di vittime relative all'Operazione si ebbe nel 22 dicembre 1992 quando, nel corso di un'indagine di un processo per un ex prigioniero politico, il giudice José Augustín Fernández e Martín Almada, avvocato, nonché vittima superstite della repressione violenta, scoprirono in una stazione di polizia di Lambaré, nei pressi della capitale Asunción, oltre 60 mila documenti dettagliati in archivi che descrivevano la sorte capitata a migliaia di sudamericani segretamente rapiti, torturati e assassinati, tra gli anni '70 ed '80, dalle forze armate e dai servizi segreti di Cile, Argentina, Uruguay, Paraguay, Bolivia e Brasile. Gli archivi contavano 53000 persone assassinate, di cui 3000 giovani, 30000 scomparse e 400000 incarcerate. Tali documenti, per le atroci rivelazioni in essi contenute, furono denominati Archivi del terrore. Dai documenti emerse che, altri paesi, come il Perù, nonostante non avessero collaborato effettivamente alla formalizzazione del Piano, collaborarono con le dittature fornendo informazioni di intelligence in risposta alle loro richieste.

## L'Operazione Condor sotto i regimi militari latino-americani

### Argentina
La dittatura civico-militare in Argentina, data la sua instabilità, passò, dal 1976 al 1983, nelle mani di diverse giunte militari. Ognuna di queste lasciò perpetuare le attività di intelligence e repressione dell'Operazione in collaborazione con gli stati membri ed, in particolare, con Cile ed Uruguay. Il programma di repressione dell'opposizione in Argentina, applicato in gran parte in concomitanza con l'Operazione Condor, prese in seguito il nome di guerra sporca (in spagnolo Guerra sucia).  Durante gli anni della repressione furono aperti in tutto il Paese circa 400 campi di detenzione, tortura ed eliminazione dell'opposizione. I gerarchi argentini, come quelli del resto delle altre dittature, non si fecero problemi a sostenere la causa del Piano tramite la coercizione, gli assassinii, gli arresti extragiudiziali e la produzione di falsa documentazione. Si conta quindi che tra il 1976 e il 1983 furono assassinate tra le 30000 e le 40000 persone,10000 delle quali sparirono nei voli della morte, per mano dei carnefici della dittatura di Jorge Rafael Videla e dei suoi successori.

#### Vicende dell'Operazione in Argentina
Dopo il 25 novembre 1975, data della fondazione formale dell'Operazione, il 20 settembre 1976, il comandante in capo della SIDE incontrò il suo pari cileno a Santiago per coordinarsi sulle azioni relative agli obiettivi fondamentali del Piano Condor. Gli incontri sostanzialmente servivano a concordare i termini dell'impegno da parte dell'Argentina per attuare meccanismi efficaci per localizzare, identificare, perseguitare e assassinare i dissidenti dei regimi.
Tra il 24 e il 27 settembre dello stesso anno, i membri della SIDE e la controparte uruguaiana iniziarono a collaborare per eliminare completamente l'OPR-33, un'organizzazione terroristica uruguaiana a Buenos Aires. Alla SIDE argentina sono attribuiti altresì gli omicidi del generale cileno Carlos Prats, degli ex deputati uruguaiani Zelmar Michelini e Héctor Gutiérrez Ruiz, così come dell'ex presidente della Bolivia, Juan José Torres, a Buenos Aires.
La SIDE collaborò anche nel colpo di Stato del generale boliviano Luis García Meza Tejada con l'aiuto dell'italiano Stefano Delle Chiaie e del criminale di guerra nazista Klaus Barbie.

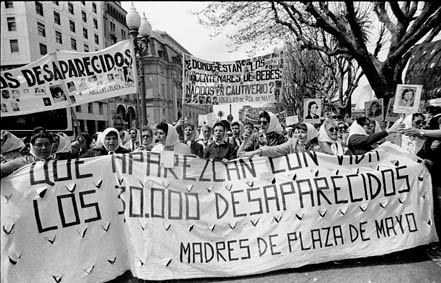
Protesta nel 1982 delle Madri in Plaza de Mayo

A partire dall'aprile del 1977, un gruppo di madri i cui figli erano stati dichiarati misteriosamente scomparsi, desaparecidos (che presero poi il nome di Madri di Piazza di Maggio), iniziarono a manifestare pacificamente ogni giovedì davanti alla Casa Rosada sulla piazza per chiedere la verità riguardo alla sorte dei propri figli. Già nel dicembre 1977, due suore francesi ed altre fondatrici del movimento scomparvero misteriosamente attirando, tra l'altro, l'attenzione internazionale. Anni dopo, vennero identificati i loro cadaveri tra i corpi ritrovati sulle sponde atlantiche nel dicembre 1977 a sud di Buenos Aires e vennero dunque classificate come vittime dei voli della morte. Nonostante ciò, altri membri del movimento continuarono la lotta per la giustizia negli anni successivi.

#### Vittime dell'Operazione in Argentina

##### Carlos Prats
Mentre preparava di nascosto la fuga dal Paese, il 30 settembre 1974, verso l'una di notte, nei pressi della propria abitazione a Buenos Aires, Prats venne ucciso assieme alla moglie Sofia Cuthbert dall'esplosione di un bomba radiocontrollata che era stata collocata sulla sua Fiat 125 giorni prima. L'esplosione fu tanto potente da scagliare i detriti fino al nono piano dell'edificio antistante. Pochi mesi prima dell'omicidio di Prats, in una missiva, Perón gli scriveva:
Vi esorto ancora una volta a esercitare la massima cautela. Vi scrivo tutto questo perché prendiate sul serio questi allarmanti incidenti. Siete indispensabili per il vostro popolo, ma ancora di più per il vostro Paese in difficoltà... Non dimenticatelo! Abbiate cura di voi stessi!
Ad ordire l'attentato sembrano essere stati Michael Townley, sua moglie, la cilena Mariana Callejas, e l'agente della DINA Juan Morales Salgado.

#### Coniugi Zaffaroni
I coniugi Zaffaroni, uruguaiani, furono rapiti e scomparvero in Argentina il 27 settembre 1976. Entrambi furono portati in un campo di detenzione e poi furono trasferiti in Uruguay. Il rapimento ebbe in seguito risonanza nel 1992, quando venne ritrovata la figlia della coppia, Mariana Zaffaroni, separata dai propri genitori ad un anno e sei mesi dalla nascita.

#### Conseguenze dell'Operazione
Dopo il ripristino delle garanzie costituzionali in Argentina, furono avviate indagini per perseguire penalmente gli artefici dell'Operazione Condor.
Per quanto riguarda le indagini e le inchieste giornalistiche relative all'omicidio di Prats, fu attestata la complicità di Manuel Contreras e Michael Townley come agenti della DINA, di Martín Ciga della Tripla A e dei terroristi italiani Stefano delle Chiaie e Vincenzo Vinciguerra.
Jorge Rafael Videla, guida e dittatore del paese dal 1976 al 1981, fu condannato all'ergastolo per tortura, omicidio ed altri crimini nel 1985, ma, già nel 1990, gli fu concessa l'amnistia dall'allora presidente Carlos Menem. Dopo la scoperta degli Archivi del Terrore, Adolfo Scilingo, ex membro dell'apparato repressivo della dittatura argentina, rivelò al giornalista Horacio Verbitsky le responsabilità dei vertici della Giunta militare. Scilingo non solo si confessò, ma presentò anche documenti ufficiali che attestavano come gli ordini relativi a torture e sparizioni forzate fossero stati emessi direttamente dagli stessi più alti livelli del regime. Così, nell'aprile 2010, la Corte Suprema dell'Argentina annullò la grazia concessa ai vertici della dittatura militare. Otto mesi dopo, Jorge Videla fu di nuovo incarcerato per la tortura e l'omicidio di 31 prigionieri. Nel 2012 fu nuovamente condannato per aver sistematicamente ordinato la separazione dei neonati dai loro genitori prigionieri politici. Si ritiene che almeno 400 neonati siano stati sottratti ai genitori mentre erano detenuti. Da allora, più di 100 bambini dati in adozione a militari sono stati riuniti alle loro famiglie biologiche. In un'altra intervista rilasciata nel 2012, Videla ammise la strage di circa 8000 persone. Mai pentitosi dei propri crimini, affermò anche che la repressione che aveva ordinato fu il prezzo che l'Argentina doveva pagare per vincere la guerra contro la sovversione. Il dittatore morì il 17 maggio 2013 nel carcere di Marcos Paz di Buenos Aires, in cui scontava la pena per i crimini commessi.
Il 5 marzo 2013 venne aperto un procedimento giudiziario a carico di venticinque ex ufficiali di Argentina e Uruguay, tra cui lo stesso ex-dittatore Jorge Videla ed il suo amico e successore Reynaldo Bignone, con l'accusa di aver ordinato di far rapire, sparire, torturare ed uccidere 171 oppositori politici tra gli anni '70 e '80. Il 27 maggio 2016, al termine del processo, cinque degli imputati, tra cui il generale Videla, non furono condannati perché invalidi o deceduti; due furono assolti e quindici furono condannati a pene comprese tra 8 e i 25 anni di reclusione. Tra gli imputati, l'ultimo dittatore argentino Reynaldo Bignone fu condannato a 20 anni di carcere. Le accuse si basarono sulle prove emerse dagli Archivi del Terrore e su un'altra serie di documenti statunitensi declassificati. Il processo non si distinse tanto per le condanne in sé, quanto per il suo valore storico: fu uno dei primi riconoscimenti legali dell'esistenza dell'Operazione Condor e fu la prima volta che membri delle forze armate furono condannati per il loro coinvolgimento nel Piano. La sentenza ebbe importanza anche perché favorì in seguito l'apertura di procedimenti simili in altri Paesi del Cono Sud.

### Bolivia
Le vicende storiche del tardo secondo dopoguerra della Bolivia, caratterizzate, come nel resto dei paesi dell'America Latina, dall'instabilità politica e da una serie di ingerenze militari nel governo della Nazione, favorirono l'ascesa al potere del dittatore militare Hugo Banzer Suárez nel 1971. Il regime fu instaurato dopo il rovesciamento del regime di sinistra di Juan José Torres con l'assistenza degli Stati Uniti.

#### La collaborazione con Klaus Barbie
Furono gli stessi Stati Uniti, nel 1951, ad aver organizzato la fuga del generale nazista Klaus Barbie dall'Europa alla Bolivia. Barbie, dopo aver servito il Terzo Reich come capo della Gestapo presso Lione durante la seconda guerra mondiale (ruolo con cui si procurò l'appellativo di Boia o Macellaio di Lione), fu arruolato nel '47 dagli Stati Uniti per svolgere attività di intelligence in Germania, per poi fuggire attraverso l'Italia e poi in Sudamerica. Nel Paese, a quanto pare, Barbie fu reclutato dal governo di Banzer per dare consiglio riguardo ai metodi di tortura. La lunga permanenza di Barbie in Bolivia e il suo ruolo come consigliere di Banzer possono essere ricondotti alla sua connessione con l'intelligence statunitense dopo la seconda guerra mondiale. Una volta in Bolivia, Barbie adottò lo pseudonimo di Klaus Altman e visse a La Paz, collaborando con gli Stati Uniti per gestire traffici di armi con i governi anticomunisti del Terzo Mondo. L'identità di Barbie fu svelata nei primi anni '70, dopodiché fu estradato in Francia nel 1983 per essere processato per crimini di guerra. Fu condannato in via definitiva all'ergastolo, ma morì in prigione dopo soli quattro anni di reclusione.

#### Conseguenze dell'Operazione
In Bolivia Banzer governò fino al 1978, perpetuando una repressione violenta contro ogni sorta d'opposizione. Sotto la sua dittatura, circa 19.000 persone fuggirono cercando asilo all'estero, 15.000 furono arrestate, più di 8.000 torturate e almeno 155 scomparvero. Nonostante il suo regime sia stato rovesciato nel 1978 dal generale Juan Pereda, Banzer riuscì a conservare una notevole influenza politica, che gli permise di essere rieletto democraticamente presidente della Bolivia nel 1997. Nel 2001, dopo la diagnosi di un cancro ai polmoni, si dimise per ritirarsi a vita privata. Il 26 dicembre dello stesso anno un giudice federale argentino emise un mandato di cattura internazionale per il dittatore, richiedendo sua estradizione in Argentina. Banzer morì nel a Santa Cruz de la Sierra nel 2002 senza mai essere stato perseguito penalmente per le proprie azioni, nonostante già dal 1999, dalla declassificazione di una serie di documenti, fosse dimostrata la violenza e la complicità del suo regime nell'Operazione Condor.
Anni dopo, nel 2009, durante delle ricerche che si stavano svolgendo nel seminterrato dell'edificio del Ministero degli Interni, alcuni operai scoprirono corridoi nascosti che conducevano a celle segrete, utilizzate per detenere e torturare circa 2.000 prigionieri politici durante il regime della dittatura militare. Tra i prigionieri rinchiusi in queste celle vi fu anche il viceministro degli Interni Marcos Farfán, all'epoca militante dell'Esercito di Liberazione Nazionale. Farfán fornì successivamente una testimonianza dettagliata riguardo alle torture subite durante la prigionia, mirate a estorcergli informazioni su Che Guevara, che allora combatteva in Bolivia.

### Brasile
Nel 1964, il Brasile cadde sotto il controllo di una giunta militare che mantenne il potere fino al 1985. Sin dal sua instaurazione, il regime adottò una serie di politiche di repressione contro i movimenti guerriglieri di sinistra particolarmente violente, in misura maggiore rispetto ad altri paesi latinoamericani come il Cile o l'Argentina, che raggiunsero la massima brutalità durante la presidenza di Emílio Garrastazu Médici. A partire dalla fine degli anni '70 e all'inizio degli anni '80, il regime visse un processo di graduale transizione democratica, che terminò nel 1985 con l'elezione di João Figueiredo come presidente del Brasile. È dato per certo che, durante il regime, circa 434 persone furono uccise o rapite e furono violati i diritti umani di 377 persone, di cui 196 ancora vive.
A proporre queste stime è Commissione nazionale per la verità, istituita con la legge 12528/2011 con l'obiettivo di indagare su presunti crimini contro i diritti umani commessi nel periodo compreso tra il 1964 ed il 1985, e quindi anche nell'ambito dell'Operazione Condor. L'indagine si è basata su una serie di documenti provenienti da archivi in Brasile, Argentina, Stati Uniti e Paraguay, che confermano il coinvolgimento di organi e agenti della dittatura brasiliana in operazioni clandestine. Già nel 2000 il presidente Fernando Henrique Cardoso aveva ordinato la divulgazione di alcuni fascicoli militari relativi all'Operazione.

### Cile
Nel Cile di Pinochet, subito dopo il colpo di Stato, arrivarono militari brasiliani "esperti" nelle tecniche di tortura, rapimento e incarcerazione degli oppositori, nonché di smantellamento delle organizzazioni dichiarate illegali. I servizi segreti cileni riuscirono, grazie all'organizzazione dell'Operazione Condor, ad assassinare numerosi personaggi scomodi al regime all'estero, come Orlando Letelier. Pinochet godette anch'egli dell'aiuto del neofascista Stefano Delle Chiaie e degli Stati Uniti, che gli commissionarono il golpe del 1973 con il quale salì al potere.
Secondo la commissione che ha stilato il Rapporto Rettig, pubblicato nel 1991, nel periodo di regime del dittatore Augusto Pinochet furono uccise 2279 persone, mentre la Commissione Valech, nel 2004, ha stilato un rapporto che documenta l'incarcerazione illegale di 28459 persone, la maggior parte delle quali sono state torturate. Una revisione finale del lavoro della Commissione Valech ha stabilito, infine, il totale delle vittime ad oltre 40000 persone fra il 1973 e il 1990. Il numero totale delle persone ufficialmente considerate sparite o uccise è 3216, mentre 38254 persone sono sopravvissute a detenzione per motivi politici e/o tortura.
Nei primi giorni della sua dittatura, le persone coinvolte in attività considerate "sovversive" al suo regime furono soprattutto studenti che vennero prelevati da scuola e tradotti all'Estadio Chile dove vennero seviziati con scariche elettriche.
Tuttavia, l'Estadio Chile non fu l'unico luogo in cui avvennero i maltrattamenti nei confronti delle persone "sovversive". Altri luoghi furono, ad esempio, Villa Grimaldi e Pisagua, oltre al fatto che quello dell'elettroshock non fu l'unico metodo di tortura. Un altro metodo fu anche il waterboarding.

#### Charles Horman
Il generale Pedro Espinoza è finito in carcere per l'assassinio di Charles Horman, con una pena di sei anni.

##### Orlando Letelier
Orlando Letelier, ministro del governo di Salvador Allende, destituito dal golpe, fu assassinato con un'autobomba il 21 settembre 1976, assieme alla sua segretaria, mentre si trovava in esilio a Washington. Ancora una volta la responsabilità è stata individuata nella DINA, in stretta collaborazione con la CIA. Nel 1993 il generale dell'esercito cileno Manuel Contreras fu riconosciuto da una corte cilena come uno dei mandanti dell'assassinio di Orlando Letelier, ed è finito in carcere militare con una condanna a 7 anni di reclusione.
In una lettera aperta, apparsa sul Los Angeles Times il 17 dicembre 2004, il figlio di Orlando Letelier, Francisco, scrisse che l'omicidio del proprio padre era ascrivibile all'Operazione Condor, ovvero a «una rete di intelligence utilizzata da sei dittatori sudamericani dell'epoca, per eliminare i dissidenti».
Cinque giorni prima dell'assassinio di Letelier, Henry Kissinger aveva cassato un comunicato del Dipartimento di Stato agli ambasciatori USA, dove si chiedeva ai governi dei Paesi Sudamericani di cessare con gli omicidi politici. Secondo Kissinger questo documento è stato distorto dal NARA, poiché lui intendeva fornire all'ambasciatore USA in Uruguay un altro sistema per far pressioni sul governo di Montevideo, visto che costui temeva per la propria stessa vita.

#### Conseguenze dell'Operazione
Augusto Pinochet, ex dittatore del Cile dal 1973 al 1990, finì i suoi giorni detenuto, sotto processo per i crimini contro l'umanità del suo regime militare. Il giudice Juan Guzmán, che lo aveva inseguito da anni, gli notificò personalmente il mandato di arresto nella sua residenza alla Dehesa, alle porte di Santiago, dove viveva dal ritorno da Londra. Augusto Pinochet è stato accusato di essere il mandante dei crimini commessi dalla «carovana della morte», omicidi di 77 oppositori politici; insieme con lui, sono finiti in carcere sei ex ufficiali dell'esercito, tra cui il generale Sergio Arellano Stark, esecutore materiale della carovana della morte.
Augusto Pinochet è stato riconosciuto come il mandante dell'omicidio di Orlando Letelier ed è stato ricercato negli Stati Uniti.
Il 16 ottobre 2008, la Corte Suprema cilena ha condannato a sei anni di carcere il generale Sergio Arellano Stark, comandante della "Carovana della morte", una spedizione militare itinerante che subito dopo il golpe dell'11 settembre 1973 assassinò decine di oppositori di sinistra in tutto il paese. Altri quattro ufficiali criminali: l'ex giudice militare della città di Linares, Carlos Romero, il colonnello Mario Cazenave e i sottufficiali Jose Parada e Julio Barrios, sono stati condannati ciascuno a quattro anni per lo stesso episodio.

### Paraguay
Tra il 1954 e il 1989, e cioè quando il Paraguay fu governato da Alfredo Stroessner, la tortura, così come gli omicidi a sfondo politico e le sparizioni forzate, fu usata intensamente. Come in diversi altri stati del Centro e Sud America, i metodi di tortura furono principalmente la picana elettrica, i pestaggi e il waterboarding. Alfredo Stroessner non venne mai giudicato per questi suoi crimini perché, una volta caduta la sua dittatura, trovò asilo politico in Brasile.

#### Conseguenze dell'Operazione
Nel 1997 il dittatore Alfredo Stroessner è stato condannato in contumacia, dal Tribunale dell'Aia, per crimini contro l'umanità e ha vissuto gli ultimi anni della sua vita in esilio a Brasilia.

### Perù
Sotto la dittatura militare di Francisco Morales Bermúdez (1975-1980), i servizi segreti peruviani parteciparono ad almeno tre operazioni che si possono ricondurre al modus operandi e ai fini stessi dell’Operazione: il sequestro del cittadino argentino Carlos Maguid, avvenuto il 12 aprile 1977;  la deportazione di tredici oppositori politici peruviani (tra cui Javier Diez Canseco, Hugo Blanco e Genaro Ledesma), sequestrati in Perù nel 1978 e poi consegnati alle autorità argentine nella città di Jujuy  e il sequestro e la tortura di quattro militanti argentini montoneros nel giugno del 1980.

#### Vittime dell'Operazione in Perù

##### Carlos Alberto Maguid
Carlos Maguid, militante dei Montoneros, tra cui era noto con lo pseudonimo Héctor, fu arrestato 6 giugno 1970. Tra le accuse a suo carico c’erano il coinvolgimento nel rapimento di un generale avvenuto il 29 maggio dello stesso anno e la diffusione di materiale di propaganda antigovernativa. Il processo al quale venne sottoposto dopo essere stato torturato, venne bruscamente interrotto quando Maguid, davanti al giudice, dichiarò apertamente di essere stato arrestato solo perché peronista. Fu condannato a 18 anni di carcere, ma fu amnistiato nel 1973. Dopo essersi rifugiato in Perù, dove lavorava come docente universitario di sociologia, fu rapito il 12 aprile 1977 a Lima da un commando dell’Esercito argentino. Fu portato alla ESMA, dove poi venne ucciso.

#### Conseguenze dell'Operazione
In un articolo pubblicato nel 2015, Bermúdez, salito al potere nel 1975 con un golpe e dimessosi definitivamente nel 1980, affermò che il proprio governo, "impegnato nella transizione democratica", non aveva preso parte all’Operazione Condor. Poco dopo, le stesse affermazioni furono definitivamente smentite da documenti declassificati della CIA e cablogrammi diffusi da Wikileaks, che confermano i legami del suo governo con l'Operazione.
Grazie anche alle successive declassificazioni, nel 2017, la Corte d'Assise di Roma condannò in primo grado otto ex alti ufficiali e funzionari dei regimi militari di Bolivia, Cile, Perù e Uruguay per il rapimento di 23 cittadini italo-americani. Tra i condannati, anche lo stesso dittatore Francisco Morales Bermúdez, oltre a Pedro Richter Prada (ex Primo Ministro) e Germán Ruiz Figueroa (ex capo dei servizi di intelligence peruviani).
Nel luglio del 2019, la Corte d’Appello di Roma confermò la condanna all’ergastolo per Morales Bermúdez e per molti altri militari e funzionari dei paesi americani, riconoscendo, di fatto, la loro responsabilità per omicidio volontario pluriaggravato.

### Uruguay
L’Uruguay attraversò un lento deterioramento delle istituzioni democratiche a partire dagli anni '60 del secolo scorso che culminò con il golpe militare del 27 giugno 1973 posto in atto da Juan María Bordaberry, presidente legittimo dal 1972. Il regime dittatoriale si mantenne fino al 12 giugno 1976, quando fu rovesciato da un altro golpe.
La dittatura si caratterizzò per una brutale repressione, che si strutturò sulla base di diversi organismi militari che si coordinarono anche con i servizi di intelligence del resto dei paesi coinvolti nell’Operazione. Tra i principali attori vi erano: il Servicio de Información de Defensa (SID), dipendente dalla Junta de Comandantes en Jefe, l’Organismo Coordinador de Operaciones Antisubversivas (OCOA), dipendente dal Comando Generale dell’Esercito, la Dirección Nacional de Informaciones e Inteligencia (DNII) e il Cuerpo de Fusileros Navales (FUSNA).
L’Uruguay partecipò all’Operazione fin dalla sua costituzione a Santiago del Cile nel 1975, accettando lo scambio di informazioni, il sequestro e il trasferimento clandestino di prigionieri politici. Venne confermato in seguito che il SID coordinava operazioni con i servizi argentini (SIDE) e altri paesi, usando canali telefonici, teletipici e incontri tra funzionari.
La repressione venne organizzata in una serie di interventi che colpirono organizzazioni quali il Movimiento de Liberación Nacional-Tupamaros, il Partito Comunista, la Unión Artiguista de Liberación (UAL) e il Partido por la Victoria del Pueblo (PVP). Tra i casi di repressione più significativi si ricordano i rapimenti di membri del Partido por la Victoria del Pueblo (PVP) nel 1976 e il rapimento dei figli di prigionieri politici.
Analogamente agli altri regimi autoritari dell'America Latina, i militari uruguaiani avviarono a partire dal 1973 una pratica sistematica di tortura nei confronti dei prigionieri politici. Ma, a differenza delle altre dittature americane, in Uruguay anche i medici assunsero un ruolo attivo non solo nell'esecuzione, ma anche nel perfezionamento della tortura.
Anche dopo la restaurazione della democrazia nel 1985, per molti anni, la normativa nel Paese ha ostacolato il perseguimento dei responsabili dell'Operazione. Nel 2022, il Gruppo di Lavoro delle Nazioni Unite sulle Sparizioni Forzate o Involontarie ha sollecitato le autorità uruguaiane ad adottare una politica volta a superare il silenzio sulle violenze della dittatura e a promuovere l’azione giudiziaria contro i responsabili dell’Operazione Condor nel Paese.

## Influenze straniere

### Stati Uniti

#### Il contesto storico e ideologico
È ampiamente documentato che molti esponenti di alto livello della politica e delle forze armate statunitensi, tra cui senza dubbio Henry Kissinger e Cyrus Vance (rispettivamente Segretari di Stato dal 1973 al 1977 e dal 1977 al 1980), fossero a conoscenza dell'Operazione Condor. Nonostante questo, la portata del coinvolgimento diretto del governo statunitense è ancora divisiva e comunque oggetto di dibattito. Il contesto geopolitico in cui gli Stati Uniti operavano era piuttosto complesso e caratterizzato perlopiù dall'intensa rivalità con l'Unione Sovietica e da una crescente preoccupazione per l'espansione del comunismo in America Latina. Dopo la Crisi dei missili di Cuba e l'uccisione di Che Guevara, il governo statunitense iniziò ad adottare una serie di politiche interventiste per contenere la diffusione di ideologie marxiste in Sud America. Si potrebbe dire che l'Operazione Condor, con i suoi obiettivi anti-comunisti dichiarati, fosse parte integrante di questa strategia. In effetti, già nel 1946, in linea con la politica anticomunista e con l’obiettivo dichiarato di rafforzare la cooperazione e la stabilità nel continente, fu fondata a Panama la Scuola delle Americhe (SOA), un centro di addestramento militare gestito direttamente dal governo degli Stati Uniti, destinato a ufficiali delle forze armate latinoamericane. Ivi si diplomarono oltre 60 mila militari, di cui una gran parte divenne tristemente nota per aver perpetrato impunemente crimini contro l'umanità ed essere stata coinvolta nelle vicende dell'Operazione.
In sintesi, i documenti declassificati rivelano la piena consapevolezza da parte degli Stati Uniti delle operazioni clandestine condotte nel Cono Sud, ma anche la cautela con cui l’amministrazione Nixon-Kissinger si approcciò alla crescente violenza politica nella regione, cercando di bilanciare il sostegno ai regimi militari con la necessità di proteggere gli interessi strategici degli Stati Uniti.
Più o meno nel 1976, la CIA iniziò a collaborare attivamente con i servizi segreti di Cile, Paraguay, Uruguay e Bolivia. La collaborazione si intensificò in modo significativo a partire dal 1978. Un cablogramma del '78 pubblicato nel 2001 dal The New York Times, inviato dall'ambasciatore statunitense in Paraguay, Robert White, al Segretario di Stato Cyrus Vance, confermò che i responsabili dei servizi segreti sudamericani comunicavano tra loro regolarmente tramite un'apposita struttura statunitense situata nei pressi del Canale di Panama.

#### Declassificazione
Durante la presidenza di Clinton (1993-2001), gli Stati Uniti iniziarono a declassificare dei documenti che confermarono il coinvolgimento della CIA e del governo statunitense nel tentativo di rovesciare il presidente cileno Salvador Allende fin dai primi anni '70. Alcuni di questi documenti riguardano specificatamente il Golpe Cileno del '73 che depose Allende.  Dei nuovi rapporti declassificati sotto l'amministrazione Biden, che risalgono ai giorni tra l'8 e l'11 settembre 1973, confermano la strategia diplomatica e il sostegno statunitense alle forze che preparavano il colpo di stato. Nonostante questo, se da una parte è piuttosto documentato il coinvolgimento di Nixon e Kissinger nel piano volto a rovesciare il governo di Unidad Popular, dall'altra, i documenti finora desecretati non hanno mai offerto prove precise circa una decisione diretta di mettere in atto il golpe ai danni di Allende.
Nel 2019, gli Stati Uniti completarono la consegna di 47.000 pagine all'Argentina, documenti che rivelano l'ampiezza della consapevolezza di Washington e delle potenze europee riguardo agli eventi in Sud America, così come il loro disinteresse per le violazioni dei diritti umani.

#### Il ruolo di Henry Kissinger
(Henry Kissinger)
Fu rilevante il ruolo di Henry Kissinger, Segretario di Stato degli Stati Uniti durante le amministrazioni Nixon e Ford, nei rapporti diplomatici con i governi del Cono Sud durante gli anni dell'Operazione. Divenne noto in seguito, grazie anche alla declassificazione di alcuni documenti della CIA, che Kissinger non solo fosse a piena conoscenza dell'esistenza dell'Operazione Condor, ma anche che fosse in contatto con molti dei gerarchi e dittatori latinoamericani, primo fra tutti lo stesso Pinochet, ma anche il ministro degli Esteri argentino Cesar Guzzetti, che Kissinger incontrò a New York il 7 ottobre 1976 per discutere delle strategie repressive della dittatura militare argentina.

## Responsabilità civile e penale

### Responsabilità civile
In Italia, il 1º gennaio 2015 è incominciato il processo contro i responsabili dell'Operazione Condor. A febbraio 2015, 9 imputati sono processati per la scomparsa di 30 persone di origine italiana.

Il 17 gennaio 2017 si è concluso il processo per i crimini contro l'umanità, con 8 condanne all'ergastolo. I criminali contro l'umanità condannati all'ergastolo sono Luis García Meza Tejada, presidente della Bolivia dal 1980 al 1981; Luis Arce Gomez, generale, ministro degli Interni di García Meza e narcotrafficante; Juan Carlos Blanco Estrade, ministro degli Esteri dell'Uruguay, già condannato nel suo paese per la scomparsa della maestra Elena Quinteros e per gli omicidi di Zelmar Michelini e Héctor Gutiérrez Ruiz ed ex - militanti del movimento di liberazione Nacional-Tupamaros, Rosario Barredo e William Whitelaw, uccisi a maggio 1976, a Buenos Aires; Jeronimo Hernan Ramirez per l'omicidio di Omar Roberto Venturelli Leonelli in Cile; Francisco Morales Bermúdez Cerruti, presidente del Perù dal 1975-1980, colpevole di omicidio; Valderrama Ahumada, colonnello in congedo dell'esercito cileno, per l'omicidio di Juan Montiglio; Pedro Richter Prada, generale, ex primo ministro del Perù; German Luis Figeroa, capo dei Servizi del Perù.
Una controversia è in corso sull'assegnazione del premio Nobel per la pace a Henry Kissinger a seguito della scoperta di documenti che lo accusano di complicità nell'assassinio di Orlando Letelier.